# 1 or W
1 or W (1 or W?) è un'antologia di storie brevi a fumetti scritte e disegnate da Rumiko Takahashi.
Le nove storie contenute sono state originariamente pubblicate fra il 1978 ed il 1994 su varie riviste con diversi target, ma tutte pubblicate della casa editrice Shogakukan, che le ha poi raccolte i volumi nel 1995; in Italia 1 or W è stato pubblicato dalla Star Comics nel 1999 sul numero 63 della collana Storie di Kappa.

## Storie
- Slim Kannon (スリム観音?, Surimu Kannon), pubblicata su Petit Comic n. 9 del 1991
- Buono come un cane (犬で悪いか!!?, Inu de warui ka!!), pubblicata su Weekly Shōnen Sunday n. 47 del 1985
- Nonna o non nonna (お婆さんといっしょ?, Oba-san to issho), pubblicata su Big Comic Spirits del 20/08/1985
- La fine del mondo (がんばり末世?, Ganbari matsuse), pubblicata su Monthly Shōnen Sunday di 08/1978
- Grandfather (グランド・ファザー?, Gurando Fazā), pubblicata su Big Comic Spirits n. 1&2[2] del 1991
- Invito al Takarazuka (宝塚への招待?, Takarazuka he no shōtai), pubblicata su Big Comic Spirits n. 34 del 1993
- 1 or W - One or double (1 or W?), pubblicata su Weekly Shōnen Sunday n. 36 del 1994
- Happy Talk (ハッピートーク?, Happī Tōku), pubblicata su Big Comic Spirits del 20/08/1984
- La dea del rugby (うちが女神じゃ!!?, Uchi ga megami ja!!), pubblicata su Weekly Shōnen Sunday n. 4 del 1989